# Marcel De Ceulener
Marcel De Ceulener (Mechelen, 4 november 1902 - Brussel, 2 oktober 1982) was een Belgisch redacteur en journalist.

## Levensloop
De Ceulener ging aan de slag in 1946 bij Het Volk als journalist, waar hij van 1965 tot 1968 hoofdredacteur was van deze krant en het Zondagsblad.